# 848
848 (DCCCXLVIII) je bilo prestopno leto, ki se je po julijanskem koledarju začelo na nedeljo.

## Dogodki
- 1. januar

## Rojstva
- Karel Otrok, kralj Akvitanije († 866)